# Mount Somolenko
Mount Somolenko är ett berg i Kanada.   Det ligger i provinsen British Columbia, i den sydvästra delen av landet, 3 700 km väster om huvudstaden Ottawa. Toppen på Mount Somolenko är 2 658 meter över havet, eller 615 meter över den omgivande terrängen. Bredden vid basen är 17,4 km.
Terrängen runt Mount Somolenko är kuperad österut, men västerut är den bergig. Trakten runt Mount Somolenko är nära nog obefolkad, med mindre än två invånare per kvadratkilometer.. Det finns inga samhällen i närheten. 
Trakten runt Mount Somolenko är permanent täckt av is och snö.